# Indústria de Material Bélico do Brasil
A Indústria de Material Bélico do Brasil (IMBEL) é uma empresa estatal brasileira produtora de material bélico, que teve sua criação autorizada pela Lei nº 6.227, de 14 de julho de 1975, com a junção de cinco fábricas em um só grupo. É vinculada ao Ministério da Defesa, por intermédio do Exército Brasileiro.

## História

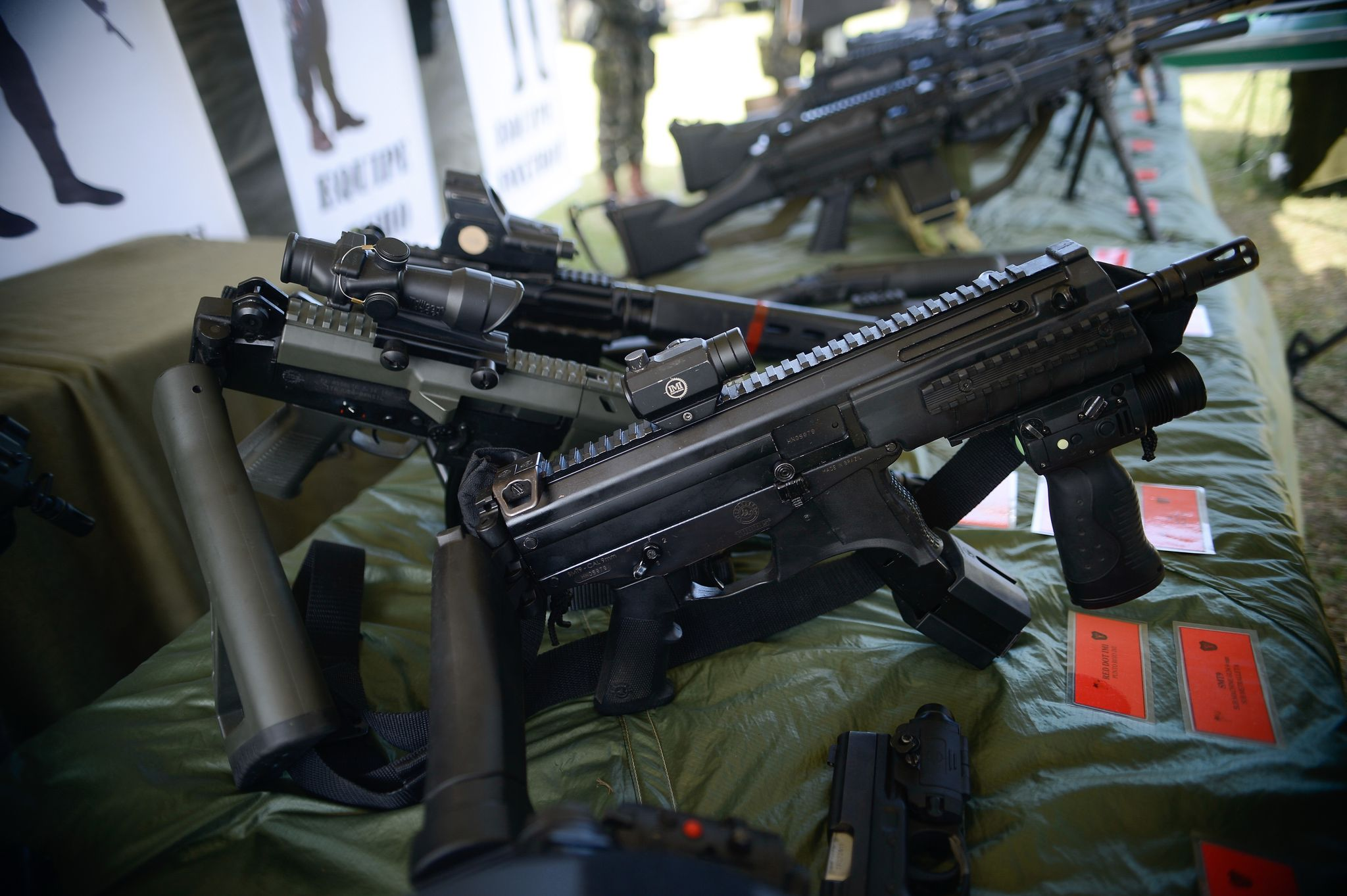
Imbel IA-2 rebatido

A Indústria Bélica Nacional teve seu início com a criação da Casa do Trem, no Rio de Janeiro, em 1762, com a finalidade de guardar, conservar e realizar pequenos reparos no armamento e nos equipamentos das tropas existentes no vice-reinado.
Em 1808, foi fundada por D. João VI a Fábrica de Pólvora da Lagoa Rodrigo de Freitas, localizada no bairro do Jardim Botânico no Rio de Janeiro. Em 1826 foi transferida para a cidade de Magé no estado do Rio de Janeiro, com a denominação de Real Fábrica de Pólvora da Estrela, mediante decreto de D. Pedro I.
A partir de 1939, foi reestruturada, passando a ter a atual denominação de Fábrica da Estrela, funcionando como uma Organização Militar do Ministério do Exército até a criação da IMBEL em 1975. Através dos tempos, teve sua existência marcada por impulsos de modernização exigidos pela dependência externa dos principais produtos internacionais.
Há indicativos que a criação da empresa pública IMBEL - Indústria de Material Bélico do Brasil foi em decorrência do rompimento, no ano de 1974, pelo Governo Geisel, do Acordo de Cooperação Militar Brasil-Estados Unidos, firmado durante a 2ª Guerra Mundial. Com a sua criação, as fábricas militares do Exército foram transferidas para a estatal, e com isso, o setor de defesa, integrado com as demais empresas privadas da época, passou a ser uma atividade estratégica para o país, com uma tecnologia nacional em evolução, que permitiria ao Brasil tornar-se mais independente em produtos militares.
No exercício de sua função produtora, administra industrial e comercialmente cinco unidades de produção que têm por vocação a produção de material bélico e outros bens, cuja tecnologia derive da gerada no desenvolvimento de equipamentos de aplicação militar, por força de contingência de pioneirismo, conveniência administrativa ou no interesse da segurança nacional.
Atualmente, a IMBEL possui as seguintes unidades de produção:
- Fábrica da Estrela (FE), especializadas em produtos químicos, localizada no Município de Magé, RJ;

- Fábrica Presidente Vargas (FPV), especializadas em produtos químicos, localizada em Piquete, SP;

- Fábrica de Itajubá (FI), que produz armas de calibre leve e artigos de cutelaria, situada em Itajubá, MG;

- Fábrica de Juiz de Fora (FJF), produtora de munição de grosso calibre, em Juiz de Fora, MG; e

- Fábrica de Material de Comunicações e Eletrônica (FMCE), voltada para equipamentos de comunicações e TI, no Rio de Janeiro, RJ.[11]

Desde o ano 2000 porta a insígnia da Ordem do Mérito Militar, concedida pelo presidente Fernando Henrique Cardoso.